# Małgorzata Handzlik
Małgorzata Maria Handzlik, née le 1er janvier 1965, est une journaliste, chef d'entreprise et femme politique polonaise. Engagée depuis environ 1985, elle est membre du Parlement européen depuis 2004 (30 030 voix en Silésie) comme député de la Plate-forme civique (PO).
Elle parle l'espéranto et milite pour son utilisation dans les instances européennes.